# 特赖里
特赖里是巴西塞阿拉州的一个市镇。总面积924.555平方公里，总人口48092人，人口密度52人/平方公里。